# 304
304（三百四、さんびゃくよん）は自然数、また整数において、303の次で305の前の数である。

## 性質
- 304は合成数であり、約数は1, 2, 4, 8, 16, 19, 38, 76, 152, 304である。
  - 約数の和は620。
  - 70番目の過剰数である。1つ前は300、次は306。
- 7番目の原始擬似完全数である。1つ前は272、次は350。
- 304 = 24 × 19
  - 2つの異なる素因数の積で p 4 × q の形で表せる8番目の数である。1つ前は272、次は368。(オンライン整数列大辞典の数列 A178739)
  - n = 4 のときの 19 × 2n の値とみたとき1つ前は152、次は608。(オンライン整数列大辞典の数列 A110288)
- 各位の平方和が平方数になる36番目の数である。1つ前は300、次は326。(オンライン整数列大辞典の数列 A175396)
32 + 02 + 42 = 25 = 52
- 304 = 33 + 33 + 53 + 53
  - 4つの正の数の立方数の和で表せる69番目の数である。1つ前は297、次は308。(オンライン整数列大辞典の数列 A003327)
- 304 = 42 + 122 + 122
  - 3つの平方数の和1通りで表せる86番目の数である。1つ前は298、次は312。(オンライン整数列大辞典の数列 A025321)
- 304 = 83 − 73 + 63 − 53 + 43 − 33 + 23 − 13
  - n = 8 のときの |13 − 23 + … + (−1)n + 1n 3| の値とみたとき1つ前は208、次は425。(ただし| |は絶対値記号)(オンライン整数列大辞典の数列 A011934)
- n = 304 のとき n と n − 1 を並べた数を作ると素数になる。n と n − 1 を並べた数が素数になる37番目の数である。1つ前は300、次は312。(オンライン整数列大辞典の数列 A054211)
- 304 = 232 − 225
  - n = 23 のときの n 2 − 152 の値とみたとき1つ前は259、次は351。(オンライン整数列大辞典の数列 A132772)
- 約数の和が304になる数は1個ある。(259) 約数の和1個で表せる62番目の数である。1つ前は300、次は306。
- 各位の和が7になる22番目の数である。1つ前は250、次は313。

## その他 304 に関連すること
- 西暦304年
- 紀元前304年
- 年始から数えて304日目は10月31日、閏年は10月30日。
- 304SH
- プジョー・304
- 国際連合安全保障理事会決議304
- 第304施設隊は、出雲駐屯地に駐屯する第4施設団隷下の施設科部隊。
- 第304飛行隊は、航空自衛隊の戦闘機部隊。